# General Fiasco
General Fiasco est un groupe de rock indépendant britannique, originaire de Magherafelt, Irlande du Nord. Depuis leur formation en 2007, ils ont tourné avec Fighting With Wire, The Wombats, One Night Only, The Pigeon Detectives, The Enemy, Jet et Kids In Glass Houses. Leur premier album, Buildings, est sorti le 22 mars 2010.

## Biographie

### Formation et débuts (2007-2009)
À l'âge de 18 ans, Owen Strathern jouait déjà de la basse dans un groupe depuis quelques années, et donnait occasionnellement des concerts dans un pub de sa ville natale Magherafelt avec son jeune frère Enda Strathern à la guitare. Owen délaisse l'université en 2006, et se consacre une année pour devenir un artiste à succès. Il embarque son frère et son camarade de classe Stephen Leacock en 2007 : General Fiasco était né. Le groupe décide alors de s'installer à Belfast. 
Leur premier concert eu lieu à Glasgowbury en 2007, Le plus gros festival de musique indépendante d'Irlande du Nord. Durant l'été 2008, leur démo leur permis de jouer dans les prestigieux festivals Reading et Leeds. Leur premier single Rebel Get By sort en novembre 2008, à la suite de cela, le groupe signe sur le label Infectious Records en été 2009. Dans une interview, Owen explique le choix du nom du groupe : « Nous avions plusieurs idées. Quelqu'un propose General Music ce qui ne plaisait à personne, et j'ai proposé Marley Jedrejak Fiasco, c'était un gars de mon école, je crois qu'il était australien, je trouvais que c'était vraiment un nom cool. Ma mère m'a alors suggéré d'accoler les deux noms ensemble[réf. nécessaire]. »
Le groupe joue son premier concert au festival de Glasgowbury en 2007. Il est par la suite invité à jouer aux festivals Reading and Leeds en 2008. Leur performance est saluée par le magazine NME. General Fiasco sont également aux Jo Whiley's Prestigious Little Noise Sessions, pour interpréter un set acoustique. Le 21 mars 2009, le groupe a eu la chance de faire la première partie du groupe Snow Patrol à l'Odyssey Arena à Belfast.

### Buildings(2010-2012)
Leur premier album, Buildings, est sorti le 22 mars 2010, et est relativement bien accueilli dans la presse. Le groupe enchaîne l'été suivant les plus prestigieux festivals, tels que T in the Park, Glastonbury, Reading, Leeds, Pinkpop Festival et London Calling festival. Le 5 juin 2010, General fiasco joue à nouveau avec le groupe Snow Patrol devant 45 000 spectateurs. Le groupe est nommé « meilleur nouvel arrivant britannique » au Kerrang Awards, mais perd face à Rise to Remain. Le groupe effectue une tournée britannique et irlandaise en octobre 2010, et ajoute un nouveau guitariste.
Le 6 septembre, leur départ du label Infectious Records est annoncée : ils signent au label indépendant Dirty Hit. C'est à cette période qu'ils remportent le prix du « meilleur morceau » pour The Age You Start Losing Friends à la toute première édition des Northern Ireland Music Awards au Ulster Hall, Belfast, le 2 novembre 2011. Le groupe sort son nouvel EP, Waves, le 14 novembre 2011. L'EP Don't You Ever suit le 4 mars 2012 après une brève tournée à Manchester, Londres et Brighton.

### Unfaithfully Yourset pause (2012-2013)
Le groupe termine son deuxième album, Unfaithfully Yours, le 22 mars 2012, exactement deux ans après la sortie de leur premier album, Buildings et l'annoncent le 30 juillet 2012, en parallèle. Ils jouent quelques nouveaux morceaux issus de l'album en octobre 2011 et février 2012 et pendant plusieurs apparitions au SXSW en mars 2012, dont une en Irlande du Nord le 15 mars 2012 et au Music from Ireland le vendredi 16 mars 2012.
Le mercredi 6 juin 2012, General Fiasco joue un concert gratuit pour la flamme olympique de passage à Belfast. Le 20 juin 2012, le groupe sort le clip Bad Habits, leur prochain single annoncé le même jour que l'album Unfaithfully Yours (30 juillet 2012).
Le 24 janvier 2013, General Fiasco annule sa tournée britannique et annonce une pause. Pendant leur pause, ils jouent quelques concerts avec Duke Special et quelques-uns à Belfast.

## Membres
- Owen Strathern - basse, chant
- Enda Strathern - guitare, chœurs
- Stephen Leacock - batterie

## Discographie

### Album studio
| Titre     | Détails                                                                          | Meilleure position | Meilleure position | Meilleure position | Certifications |
| Titre     | Détails                                                                          | IRL                | NZL                | UK                 | Certifications |
| --------- | -------------------------------------------------------------------------------- | ------------------ | ------------------ | ------------------ | -------------- |
| Buildings | - Sortie: 22 mars 2010 - Label: Infectious Records - Formats: CD, téléchargement | —                  | 37                 | 77                 |                |

### Singles
| Titre                | Détails | Meilleure position | Meilleure position | Meilleure position | Album     |
| Titre                | Détails | IRL                | UK                 | UK Indie           | Album     |
| -------------------- | ------- | ------------------ | ------------------ | ------------------ | --------- |
| Rebel Get By         | 2008    | —                  | —                  | —                  | Buildings |
| Something Sometime   | 2009    | —                  | —                  | 2                  | Buildings |
| We Are the Foolish   | 2009    | —                  | —                  | —                  | Buildings |
| Ever So Shy          | 2010    | —                  | 87                 | 5                  | Buildings |
| I'm Not Made of Eyes | 2010    | —                  | —                  | —                  | Buildings |

### EP
- iTunes Live: London Festival '09
- Ever So Shy